# 馬拉威人口
馬拉威的人口大約有19,147,000人，超過90%的人口居住在未發展的農村。近幾年，馬拉威因受愛滋病影響，人口死亡率上升，根據2003年的資料，成人的愛滋病感染率達14.2%，即近100萬名愛滋病患者。馬拉威的嬰兒死亡率甚高，平均每千個新生嬰兒，就有124個死亡；存活下來的新生嬰兒中又有將近四分之一的幼童活不過五歲，此外，嬰孩的高死亡率造成婦女的高生育率，每名婦女平均生5.2個孩子，然而又由於當地衛生條件不佳，所以導致每10,000名孕婦中就有620名死於生產。成年男性壽命平均是61歲，成年女性則是67歲。

## 统计
- 人口：10,385,849人

- 年齡統計：

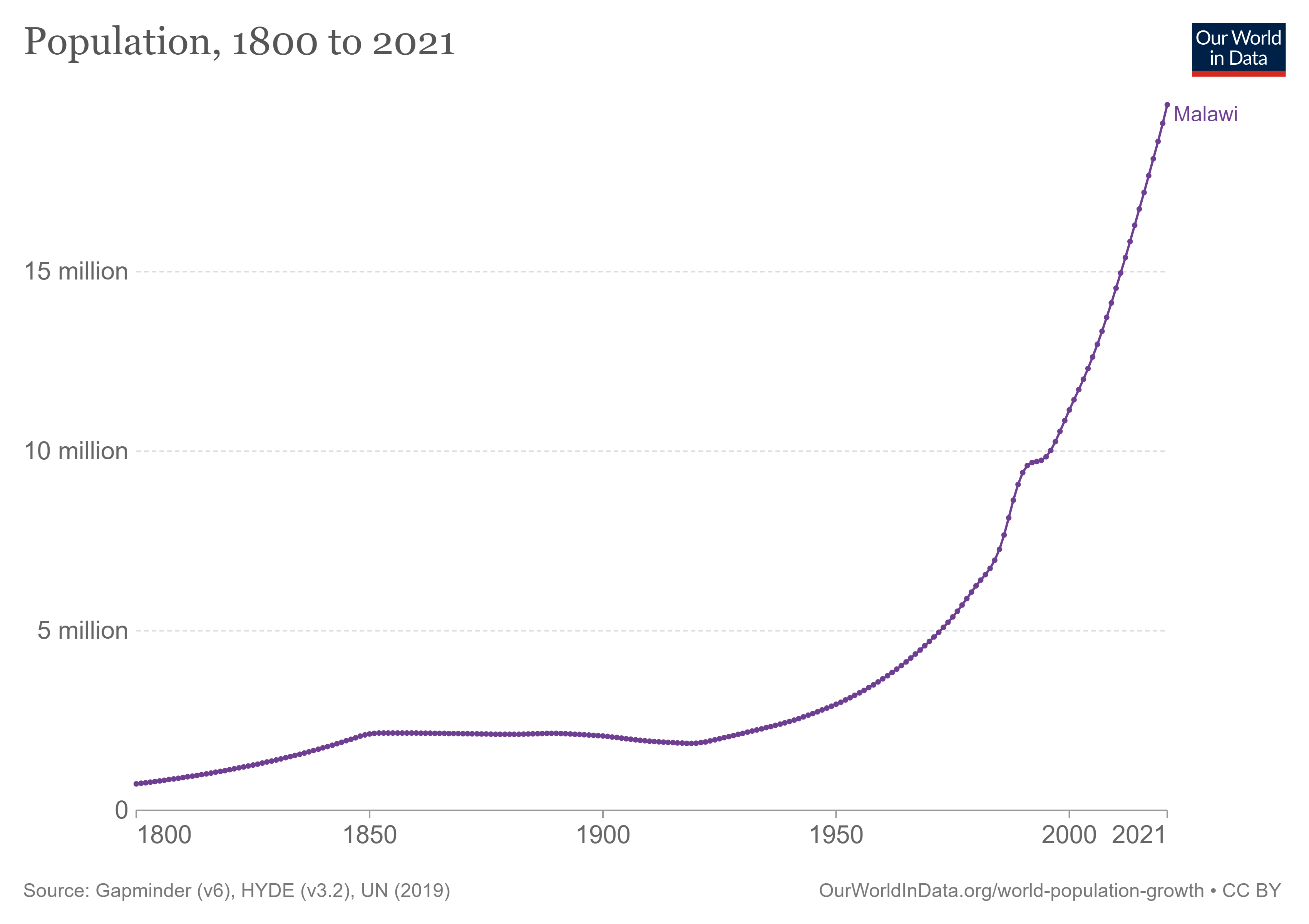
马拉维2005年人口统计，以千人为单位

  - 0-14 歲: 45% (男性 2,335,440; 女性 2,324,012)
  - 15-64 歲: 52% (男性 2,671,580; 女性 2,766,560)
  - 65 歲以上: 3% (男性 117,932; 女性 170,325) (2000年統計)

- 人口增長率：2.38% (2006年統計)

- 出生率：38.49 /每千人 (2000年統計)

- 死亡率：22.44/每千人 (2000年統計)

- 淨遷移率：0/每千人 (2000年統計)

- 性別比率：
  - 出生: 1.03 男性/女性
  - 15歲以下: 1 男性/女性
  - 15-64 歲: 0.97 男性/女性
  - 65 歲以上: 0.69 男性/女性
  - 總人口: 0.97 男性/女性 (2000年統計)

- 嬰兒死亡率：122.28/每千嬰兒(2000年統計)

- 出生時預期壽命：
  - 總人口: 64歲
  - 男性: 61歲
  - 女性: 67歲 (2018年統計)

- 總生育率：5.33 嬰兒/每婦女 (2000年統計)

- 居民：马拉维人

- 民族：切瓦人、尼扬加人、通布卡、尧人、隆威人、塞纳人、通加人、恩戈尼人、恩贡德人（亦称尼亚库萨人）

- 宗教：新教 55%，羅馬天主教 20%，回教 20%，土著信仰 5%

- 語言：英語及齐切瓦语（官方語言），以及其他方言

- 识字率：

定义： 15歲以上識字率

總人口： 58%

男性： 72.8%

女性： 43.4% (1999年統計)